# Argelia en los Juegos Olímpicos de Atlanta 1996
Argelia estuvo representada en los Juegos Olímpicos de Atlanta 1996 por un total de 45 deportistas, 39 hombres y 6 mujeres, que compitieron en 9 deportes.
El portador de la bandera en la ceremonia de apertura fue el jugador de balonmano Karim El-Mahouab.

## Medallistas
El equipo olímpico argelino obtuvo las siguientes medallas:
| Nombre          | Deporte   | Competición |
| --------------- | --------- | ----------- |
| Oro             |           |             |
| Nuredin Morceli | Atletismo | 1500 m M    |
| Hocin Soltani   | Boxeo     | 60 kg M     |
| Plata           |           |             |
| —               |           |             |
| Bronce          |           |             |
| Mohamed Bahari  | Boxeo     | 75 kg M     |